# استیونسن (کالیفرنیا)
استیونسن (به انگلیسی: Stevinson) یک منطقهٔ مسکونی در ایالات متحده آمریکا است که در شهرستان مرسد، کالیفرنیا واقع شده‌است. استیونسن ۲٫۹۲۷ کیلومتر مربع مساحت و ۳۱۳ نفر جمعیت دارد و ۲۶ متر بالاتر از سطح دریا واقع شده‌است.